# Willard Wigan

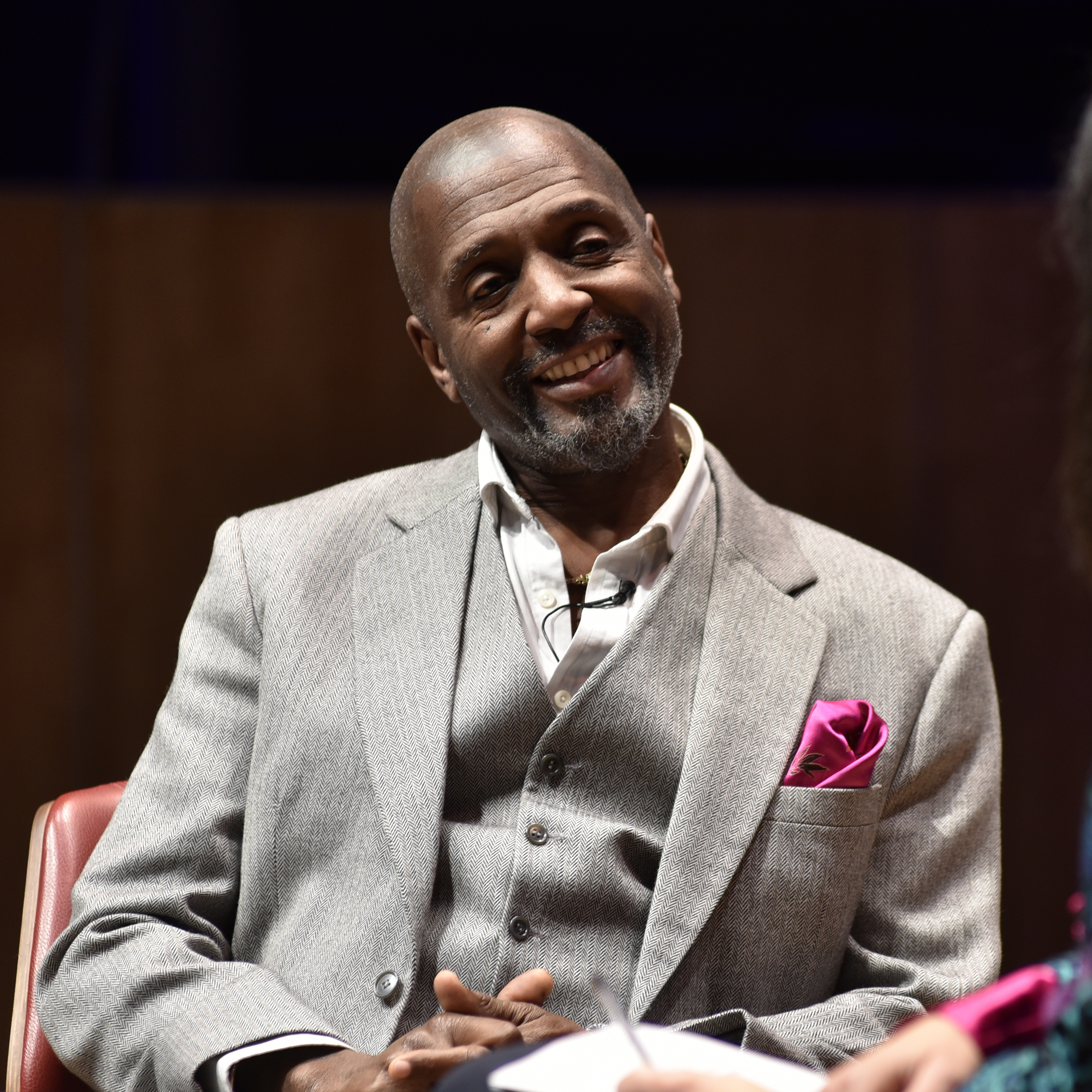
Willard Wigan (2019)

Willard Wigan, MBE (* 1957) ist ein englischer Bildhauer aus Birmingham, England, der mikroskopische Kunst macht. Seine Skulpturen sind in der Regel in einem Nadelöhr oder auf einem Stecknadelkopf platziert. Die Details seiner Skulpturen können 0,005 mm klein sein. Im Juli 2007 wurde Willard Wigan vom Prince of Wales mit einem MBE für seine Verdienste in der Kunst geehrt.

## Leben und Werk
Als Kind mit nicht diagnostizierter Legasthenie, wird Willard Wigan in seiner Grundschule von Lehrern immer wieder verspottet. Wigan beschreibt seine Motivation, sich mit Bildhauerei zu beschäftigen, die im Alter von fünf begann, mit seinem Bedürfnis, dem Spott der Lehrer und Mitschüler zu entkommen. Er wollte der Welt zeigen, dass es nichts gibt, was nicht existierte. Dies begründete er damit, dass, wenn die Leute nicht in der Lage wären, seine Arbeit zu sehen, sie diese auch nicht in Frage stellen könnten. Wigan hat seitdem darauf abgezielt, noch kleinere Kunstwerke zu machen, die nur mit einem Mikroskop sichtbar sind.
Die Themen der Wigan-Arbeiten reichen von populärer Kultur bis Architektur. Der Bildhauer bezieht sich häufig in seiner Arbeit auf andere Künstler und historische Ereignisse. Seine bekanntesten Stücke sind eine Reproduktion des David von Michelangelo, aus einem einzigen Sandkorn in einer Miniatur-Version des Lloyd Gebäude in London geschnitzt. Wigan hat eine Miniatur-Skulptur von Barack Obama mit Familie erstellt und eine Statue von Astronaut Buzz Aldrin in einem Nadelöhr zur Feier des vierzigsten Jahrestages der Mondlandung 1969. Andere Arbeiten umfassen eine mikroskopische Betty Boop und eine Kopie der Fußball-Weltmeisterschafts-Trophäe, die beide etwa 0,005 mm hoch sind.
Zu den Sammlern von Willards Arbeit gehören König Charles III, Sir Elton John, der ehemalige Weltmeister im Schwergewicht Mike Tyson, Lord Bath, ehemaliger Kapitän des David Cup Tennis, David Lloyd und Musik-Mogul Simon Cowell.
Sein Werk wird als phänomenal und als das achte Weltwunder beschrieben. Ein Höhepunkt seiner Karriere war im Juli 2007, als er mit einem MBE von Königin Elisabeth II. ausgezeichnet wurde.

## Materialien und Techniken
Im Durchschnitt dauert es etwa acht Wochen, um eine Skulptur fertigzustellen. Da die Objekte mikroskopisch klein sind, hat der Bildhauer gelernt, seine Atmung so zu kontrollieren, dass auch nicht die kleinste Bewegung verursacht wird. Wigan ist bei der Arbeit in einem meditativen Zustand, in dem sein Herzschlag verlangsamt ist, so dass seine Hände nicht zittern und er nur zwischen zwei Herzschlägen arbeitet.
Um seine Figuren zu bearbeiten, verwendet Wigan chirurgische Klingen oder handgefertigte Werkzeuge, von denen einige aus geschärften mikroskopischen Splittern Wolfram gemacht sind. Er nutzt eine Reihe von Materialien, darunter Nylon, Sandkörner, Staub, Fasern, Gold und Spinnweben, abhängig von den Anforderungen des Objektes, an dem er arbeitet. Zu seinen Kreationen verwendet Wigan oft Haare von einer Stubenfliege. Sein unbekanntes Frühwerk umfasste eine lebensgroße geschnitzte Statue von Mike Tyson und die Galionsfigur Jesus Christus und andere, die in privaten Sammlungen bleiben.

## Ausstellungen
Im Jahr 2009 erschien Wigan als Gastredner an der TED-Konferenz in Oxford und später in diesem Jahr auch als Gast in The Tonight Show in den USA. In der Tonight Show stellte er mit Hilfe eines Mikroskops zwei seiner Skulpturen im Nadelöhr her – eine stellt Buzz Aldrin in einem Raumanzug neben der USA-Flagge dar und eine weitere fünf Figuren aus Star Wars. Wigan erklärte, dass während der Arbeit an einem Sandkorn das Zittern durch seinen eigenen Herzschlag wie ein Schlagbohrer wirkt, der die winzigen Teilchen meißelt. Nach einer Reihe von Ausstellungen in Großbritannien 2009 und 2010 tourte er durch die USA.